# Natroxalato
Il natroxalato è un minerale descritto nel 1996 in base ad un ritrovamento avvenuto nella penisola di Kola, Russia. Il nome del minerale è stato attribuito in base alla composizione chimica in quanto si tratta di un ossalato di sodio.

## Morfologia
Il natroxalato è stato trovato sotto forma di noduli di diametro di 1–2 cm, in venature, in cristalli colonnari lunghi 3–5 mm e spessi un millimetro, in aggregati radiali.

## Origine e giacitura
Questo minerale è stato scoperto nella pegmatite agpaitica associato con albite, egirina, elpidite, nenadkevichite, tainiolite, natron, pirite, sfalerite e galena. Si è formato durante la fase idrotermale della formazione della pegmatite ultra-agpaitica.